# Emil Tedeschi
Emil Tedeschi (Split, 6. travnja 1967.), hrvatski poduzetnik, osnivač, većinski vlasnik i predsjednik uprave Atlantic Grupe. Proglašen je menadžerom godine 2002. prema izboru Hrvatske udruge mendžera (CROMA), a 2005. godine i prema izboru poslovnog časopisa Privredni vjesnik. Godine 2006. izabran je odlukom stručnog žirija Kapital Networka za gospodarstvenika godine.

## Životopis
Tedeschijeva obitelj je podrijetlom iz Venecije, a pradjed je kao trgovac došao na otok Korčulu. Otac Svetozar Emil (1939. – 2009.) završio je pravo u Splitu, a kasnije je prešao u Zagreb gdje je postao direktor sektora za razvoj i investicije u Zagrebačkoj tvornici papira. Radio je i kao delegat u tvrtki Zagreb-Mainz u Frankfurtu koja je bila u suvlasništvu Privredne banke Zagreb. Potkraj 80-ih odlazi u Trst gdje s talijanskim partnerom otvara tvrtku za malograničnu trgovinu. Majka Đurđica bila je sutkinja na Korčuli i sudac Općinskog suda u Zagrebu, a danas u mirovini slovi za modnog znalca.
Njihov sin Emil je 1989. godine počeo raditi u očevoj tvrtki u Trstu. Ubrzo prelazi u Meteor holding London, tvrtku za trgovinu celulozom i papirom. S 22 godine postao je direktor milanske podružnice. Tvrtku Atlantic Trade osnovao je samostalno 1991. godine sa šest zaposlenika koje je uzeo iz zagrebačke podružnice Meteor holdinga. Njegova tvrtka tada je rasla od prodaje guma za žvakanje Wrigley i čokoladica Ferrero. Kompaniju je širio akvizicijama od kojih su najpoznatije one Cedevite i Neve od velikog farmaceutskog mastodonta Plive, te kasnije slovenačke Droga Kolinske. Transakcija je bila vrijedna 382 milijuna eura, a kupio ju je kombinacijom vlastitih sredstava tvrtke, bankovnih kredita i mezzanine financiranja s  Europskom bankom za obnovu i razvoj. Nakon tog širenja njegovo poslovno carstvo ukupno ima 5400 zaposlenih i promet od preko 900 milijuna eura. Vlasnik je i najvećeg privatnog lanca ljekara Farmacia.
Godine 2010. je primio nagradu “Večernjakov pečat” kao gospodarstvenik godine u regiji jugoistočne Europe, te državno odlikovanje Reda Danice hrvatske s likom Blaža Lorkovića za posebne zasluge za gospodarstvu.  Od 2005. – 2007. bio je predsjednik Hrvatske udruge poslodavaca i član Gospodarsko socijalnog vijeća. Također je član Trilateralne komisije. Počasni je konzul Irske u Republici Hrvatskoj. Od 2010. do 2015. godine bio je član Savjeta za gospodarstvo Predsjednika Republike. Za dugogodišnju podršku razvoju Sarajevo film festivala 2011. je nagrađen počasnim »Srcem Sarajeva«.
2012. godine diplomirao je na Zagrebačkoj školi ekonomije i menadžmenta. Sa suprugom Majom ima dvoje djece. Žive u vili od skoro tisuću četvornih metara na zagrebačkom Gornjem gradu, koja je kulturno dobro. Ljeti se odmaraju u vili na Hvaru. Vlasnik je košarkaškog kluba Cedevita i predsjednik košarkaškog kluba Cedevita Olimpija u Ljubljani.